# The Floorettes
The Floorettes war eine deutsche Soul-Band.

## Geschichte
Die aus Berlin stammende Band wurde 2008 gegründet und veröffentlichte im März 2012 ihr Debütalbum Pocket Full of Soul, welches positive Resonanz erhielt. Ihr erstes Album verkaufte sich nicht nur in Deutschland, sondern vor allem auch in Japan gut. Im November 2012 spielte die Band vier Konzerte im renommierten Blue Note Jazzclub in Tokio. Im April 2013 wird eine spezielle Japan Edition ihres Albums erscheinen. Die Band orientierte sich stilistisch an Soul-Klassikern der 1960er und frühen 1970er Jahre. Bei einigen Konzerten wurde die Band außerdem von Streichern unterstützt.
Mitglieder der Floorettes sind oder waren auch in anderen Bands, wie The Jooles und Ken Guru & the Highjumpers aktiv. Unmittelbare Nachfolgeband mit einigen verbliebenen Bandmitgliedern sind The Everettes.

## Diskografie
- 2012: Pocket Full of Soul
- 2013: Pocket Full of Soul (Japanese Edition)